# فرانسیسکو خامبرینا
فرانسیسکو خامبرینا (اسپانیایی: Francisco Jambrina‎؛ ۱۹۰۲ – ۱۹۶۷) بازیگر اسپانیایی‌الاصل اهل مکزیک بود.
از فیلم‌هایی که وی در آن‌ها نقش داشته است، می‌توان به میشل استروگف و سه همسر بی‌نقص اشاره نمود.